# Lekkoatletyka na Letnich Igrzyskach Olimpijskich Młodzieży 2010 – bieg na 110 metrów przez płotki chłopców
Bieg na 110 m przez płotki chłopców na Letnich Igrzyskach Olimpijskich Młodzieży 2010 został rozegrany 17 (eliminacje) i 21 sierpnia (finały A, B i C).

## Terminarz
| Data        | Godzina |            |
| ----------- | ------- | ---------- |
| 17 sierpnia | 10.40   | Eliminacje |
| 21 sierpnia | 19:54   | Finał      |

## Rezultaty
| WR – rekord świata \| CR – rekord mistrzostw \| NR – rekord kraju \| AR – rekord kontynentu                    |
| SB – najlepszy wynik w sezonie \| WL – najlepszy tegoroczny wynik na listach światowych \| PB – rekord życiowy |

### Kwalifikacje
Do zawodów przystąpiło 17 zawodników z 17 krajów. Do finału A awansowało 8 zawodników reszta wystąpiła w finale B i C
| Poz. | Zawodniczka                | Reprezentacja   | Rezultat | Uwagi |
| ---- | -------------------------- | --------------- | -------- | ----- |
| 1    | Nicholas Hough             | Australia       | 13.50    | QA    |
| 2    | Jussi Kanervo              | Finlandia       | 13.63    | QA PB |
| 3    | Nicolas Borome             | Francja         | 13.65    | QA    |
| 4    | Yordan L. O’Farrill        | Kuba            | 13.80    | QA    |
| 5    | Filip Drozdowski           | Polska          | 13.82    | QA    |
| 6    | Wang Dongqiang             | Chiny           | 13.87    | QA    |
| 7    | Stefan Fennell             | Jamajka         | 13.89    | QA    |
| 8    | Vaclav Sedlak              | Czechy          | 13.92    | QA    |
| 9    | Themba Luhana              | Wielka Brytania | 14.02    | QB    |
| 10   | Jean Da Silva              | Brazylia        | 14.13    | QB    |
| 11   | Wiaczesław Szwydkyy        | Ukraina         | 14.36    | QB    |
| 12   | Joshua Hawkins             | Nowa Zelandia   | 14.46    | QB    |
| 13   | Muhd Ajmal Aiman Mat Hasan | Malezja         | 14.54    | QB    |
| 14   | Louis Fabrice Rajah        | Mauritius       | 14.66    | QC    |
| 15   | Rami Gharsali              | Tunezja         | 14.68    | QC    |
| 16   | Renjie Sean Toh            | Singapur        | 15.09    | QC    |
|      | Cesar Ramirez              | Meksyk          | DSQ      | QC    |

### Finały
Finał C
| Poz. | Zawodniczka         | Reprezentacja | Rezultat | Uwagi |
| ---- | ------------------- | ------------- | -------- | ----- |
| 1    | Cesar Ramirez       | Meksyk        | 14.03    |       |
| 2    | Renjie Sean Toh     | Singapur      | 14.24    | PB    |
| 3    | Louis Fabrice Rajah | Mauritius     | 14.40    | PB    |
|      | Rami Gharsali       | Tunezja       | DSQ      |       |

Finał B
| Poz. | Zawodniczka                | Reprezentacja   | Rezultat | Uwagi |
| ---- | -------------------------- | --------------- | -------- | ----- |
| 1    | Jean Da Silva              | Brazylia        | 13.76    |       |
| 2    | Themba Luhana              | Wielka Brytania | 13.78    |       |
| 3    | Wiaczesław Szwydkyy        | Ukraina         | 13.93    |       |
| 4    | Muhd Ajmal Aiman Mat Hasan | Malezja         | 14.48    |       |
| 5    | Joshua Hawkins             | Nowa Zelandia   | 14.59    |       |

Finał A
| Poz. | Zawodniczka         | Reprezentacja | Rezultat | Uwagi |
| ---- | ------------------- | ------------- | -------- | ----- |
|      | Nicholas Hough      | Australia     | 13.37    | PB    |
|      | Wang Dongqiang      | Chiny         | 13.41    | PB    |
|      | Jussi Kanervo       | Finlandia     | 13.53    | PB    |
| 4    | Stefan Fennell      | Jamajka       | 13.54    | PB    |
| 5    | Yordan L. O’Farrill | Kuba          | 13.69    |       |
| 6    | Filip Drozdowski    | Polska        | 13.75    | PB    |
| 7    | Vaclav Sedlak       | Czechy        | 13.87    |       |
| 8    | Nicolas Borome      | Francja       | DNF      |       |